# مات وينتيرز
مات وينتيرز (بالإنجليزية: Matt Winters)‏ هو لاعب كرة قاعدة أمريكي، ولد في 18 مارس 1960 في بوفالو في الولايات المتحدة.

## وصلات خارجية
- مات وينتيرز على موقع الدوري الياباني لكرة القاعدة (الإنجليزية)
- مات وينتيرز على موقعبيزبول رفرنس.كوم (الدوري الرئيسي) (الإنجليزية)
- مات وينتيرز على موقعبيزبول رفرنس.كوم (الدوري الثانوي) (الإنجليزية)
- مات وينتيرز على موقع إي إس بي إن.كوم (أم.أل.بي) (الإنجليزية)
- مات وينتيرز على موقع مشجعي الرسوم البيانية (الإنجليزية)